# Gmina Iwierzyce
Die Gmina Iwierzyce ist eine Landgemeinde im Powiat Ropczycko-Sędziszowski der Woiwodschaft Karpatenvorland in Polen. Ihr Sitz ist das gleichnamige Dorf mit etwa 1000 Einwohnern.

## Gliederung
Zur Landgemeinde (gmina wiejska) Iwierzyce gehören folgende neun Dörfer mit einem Schulzenamt:
Będzienica
Bystrzyca
Iwierzyce
Nockowa
Olchowa
Olimpów
Sielec
Wiercany
Wiśniowa